# 圣但尼路
圣但尼路（法語：Rue Saint-Denis）是巴黎最古老的街道之一，南起巴黎第一区的胜利大街（Avenue Victoria），经里沃利路，北到巴黎第二区的圣但尼大道（Boulevard Saint-Denis）。并与塞瓦斯托波尔大道平行。

## 历史
圣但尼路由古罗马人开辟于公元1世纪，后来在中世纪向北延伸，是通往圣但尼、蓬图瓦兹和鲁昂的传统路线。它得益于兑换桥和圣但尼皇家修道院，成为皇家进入首都的凯旋大道。在法国大革命期间，这条路曾改名为法兰西亚德路（rue de Franciade）。
这条路是1832年六月暴动的中心之一，雨果的小说《悲惨世界》的第四卷中描绘“圣但尼路的史诗”。
从中世纪到今天，圣但尼路北段临近圣但尼大道一带是臭名昭著的性交易区，多成人用品店。
圣但尼路的北端，与圣但尼大道交叉口，是圣丹尼门。从此再向北，就进入中世纪巴黎的郊区，名为圣但尼市郊路。